# كريم أبو شقرة
كريم أبو شقرة (1982-) هو فنان تشكيلي فلسطيني ولد في مدينة أم الفحم، درس في مدارسها المرحلتين الأساسية والثانوية ثم انتقل للجامعة لدراسة بكالوريوس الفنون الجميلة عام 2000 كما أنه متأثر بأعمال عمه الفنان عصام أبو شقرة، وتعكس أعماله ذكريات طفولته، الّتي تعكس ارتباطه العميق بالطبيعة ومحيطه وتدور رسوماته حول الرابطة المقدسة بين أرض فلسطين وشعبها، وعمله موجه عمداً إلى المشاهد الإسرائيلي مؤكداً على صمود الهوية الفلسطينية في مواجهة الاحتلال.

## حياته
نشأ كريم في أسرة فنية، ألهمها وشجعها عمه عاصم أبو شقرة الذي اشتهر برسومات نبات الصبار التي ترمز إلى الوجود المنعزل والمقتلع للفلسطينيين الذين يعيشون في فلسطين المحتلة عام 1984، وترمز نبتة الصبار إلى القدرة على التحمل والمرونة في السياق الفلسطيني وأصبحت الصبرة موضوعاً بارزاً في أعمال الفنان وليد أبو شقرة من مواليد عام 1946، وهو عم كريم الأكبر وأصبحت فيما بعد نوعاً من الإرث العائلي، تبناها عاصم ثم كريم.

## رسوماته
قد أظهرت لوحاته عام 2016-2017 على شكل مخلوقات هجينة غير متبلورة، تجمع بين الحيوانات مثل الخيول والحيتان والطيور ذات أغصان الزيتون في صورة واحدة، يهدف فيها إلى التفكير في العلاقة بين الإنسان والإنسانية من خلال شخصياته الرمزية، التي تشكك في الحدود والحدود والاختلافات داخل العالم الطبيعة وتعبر عن صور مشبعة بإحساس بالحنين بالإضافة إلى شعور بالأمل، ينقلها للمشاهد من خلال أنظمة الألوان الزاهية والصور الحية والسلسة للوحات القماشية مثل "الجنة 1" لعام 2017، ثم رسم البعض الآخر مثل حالة الواقع عام 2016 بألوان أكثر عمقًا وأكثر هدوءًا تستحضر الليل وتتميز بأشكال كثيفة تضفي على اللوحات إحساسًا بالكآبة العميقة.

## معارضه
المعارض الفردية:
- مغرم بالألوان وفرشاة الرسم، معرض بلدية طمرة عام 2006، في بيت الكرمة.[7]
- أسود وأبيض، المسرح الوطني الفلسطيني، القدس عام 2008-2009.
- وحدة الإنسان والحيوان والطبيعة جاليري في أم الفحم عام 2015.
- بورتريه ذاتي جاليري إبداع، كفر ياسيف، فلسطين المحتلة عام 2013.

المعارض الجماعية:
- قهوة سوداء، بيت الكرمة في حيفا عام 2006.
- كونك مولود عارية، في ديسيراتا جاليري ذاكرة المستقبل في باريس، عام 2008.
- شبابيك للفن المعاصر في غزة عام 2010.
- الزيتون في الفنون التشكيلية، صالة السرايا، في الناصرة، عام 2012.
- ملامح وجهي في لمحة، حوش الفن الفلسطيني، في القدس، عام 2014.
- جذور الهوية، آرت أون السادس والخمسون، في بيروت، عام 2016.